# Лукас Рібейро Коста
Лукас Рібейро Коста (порт. Lucas Ribeiro Costa, нар. 9 жовтня 1998, Санта-Елена) — бразильський футболіст, нападник південноафриканського клубу «Мамелоді Сандаунз».

## Ігрова кар'єра
Народився 9 жовтня 1998 року в місті Санта-Елена, штат Мараньян. Вихованець юнацьких команд футбольних клубів «Мото Клуб» та «Пінейрос», а 2017 року перейшов у французький «Валансьєнн», де також на перших порах грав за молодіжну команду. 9 грудня 2018 року він зіграв свій єдиний матч за клуб у Кубку Франції проти «Таона» (6:3), забивши 5 гол своєї команди.
Влітку 2019 року Рібейро Коста переїхав до Бельгії, ставши гравцем клубу «Віртон» з другого дивізіону. Він зіграв там лише вісім офіційних матчів, забивши чотири голи, після чого клуб втратив професіональну ліцензію.
У дорослому футболі дебютував 2018 року виступами за команду «Валансьєнн», в якій провів один сезон, взявши участь у 0 матчах чемпіонату.
Своєю грою за цю команду привернув увагу представників тренерського штабу клубу «Віртон», до складу якого приєднався 2019 року. Відіграв за команду з Віртона наступний сезон своєї ігрової кар'єри. У складі «Віртона» був одним з головних бомбардирів команди, маючи середню результативність на рівні 0,5 гола за гру першості.
Влітку 2020 року уклав контракт з клубом «Шарлеруа», у складі якого провів наступний рік своєї кар'єри гравця, але основним гравцем не став, тому надалі здавався в оренду у нижчолігові бельгійські клуби «РВДМ 47» та «Рояль Ексель Мускрон».
На початку 2022 року на правах оренди перейшов у «Васланд-Беверен». Згодом клуб, який змінив назву на «СК Беверен», викупив контракт гравця. Більшість часу, проведеного у складі «СК Беверен», був основним гравцем атакувальної ланки команди. І в цій команді продовжував регулярно забивати, в середньому 0,35 рази за кожен матч чемпіонату.
6 липня 2023 року перейшов у південноамериканський «Мамелоді Сандаунз». У складі команди двічі поспіль став чемпіоном ПАР. Станом на 26 квітня 2025 року відіграв за команду з передмістя Преторії 45 матчів в національному чемпіонаті.

## Статистика виступів

### Статистика клубних виступів
Станом на 26 квітня 2025
| Сезон                         | Команда                       | Чемпіонат                     | Чемпіонат | Чемпіонат | Національний кубок | Національний кубок | Національний кубок | Континентальні кубки | Континентальні кубки | Континентальні кубки | Інші змагання | Інші змагання | Інші змагання | Усього | Усього |
| Сезон                         | Команда                       | Ліга                          | Ігор      | Голів     | Ліга               | Ігор               | Голів              | Ліга                 | Ігор                 | Голів                | Ліга          | Ігор          | Голів         | Ігор   | Голів  |
| ----------------------------- | ----------------------------- | ----------------------------- | --------- | --------- | ------------------ | ------------------ | ------------------ | -------------------- | -------------------- | -------------------- | ------------- | ------------- | ------------- | ------ | ------ |
| 2018–19                       | «Валансьєнн»                  | Л2 (ІІ)                       | 0         | 0         | КФ+КЛ              | 1+0                | 1+0                | -                    | -                    | -                    | -             | -             | -             | 1      | 1      |
| 2019–20                       | «Віртон»                      | Д2 (ІІ)                       | 8         | 4         | КБ                 | 0                  | 0                  | -                    | -                    | -                    | -             | -             | -             | 8      | 4      |
| 2020-лют. 2021                | «Шарлеруа»                    | ПЛ                            | 8         | 0         | КБ                 | 0                  | 0                  | ЛЄ                   | 2                    | 0                    | -             | -             | -             | 10     | 0      |
| лют.-черв. 2021               | «РВДМ 47»                     | 1B (ІІ)                       | 10        | 0         | КБ                 | 1                  | 0                  | -                    | -                    | -                    | -             | -             | -             | 11     | 0      |
| 2021-січ. 2022                | «Рояль Ексель Мускрон»        | 1B (ІІ)                       | 15        | 5         | КБ                 | 1                  | 1                  | -                    | -                    | -                    | -             | -             | -             | 16     | 6      |
| січ.-черв. 2022               | «Васланд-Беверен»             | 1B (ІІ)                       | 10        | 2         | КБ                 | -                  | -                  | -                    | -                    | -                    | -             | -             | -             | 10     | 2      |
| 2022–23                       | «СК Беверен»                  | ЧПЛ (ІІ)                      | 31        | 11        | КБ                 | 2                  | 0                  | -                    | -                    | -                    | -             | -             | -             | 33     | 11     |
| 2023–24                       | «Мамелоді Сандаунз»           | ПД                            | 18        | 12        | КП+КЛ              | 3+0                | 1+0                | АФЛ+ЛЧ               | 1+12                 | 0+3                  | К8            | 3             | 0             | 37     | 16     |
| 2024–25                       | «Мамелоді Сандаунз»           | ПД                            | 27        | 16        | КП+КЛ              | 2+4                | 0+1                | ЛЧ                   | 13                   | 3                    | К8+КЧС        | 3+3           | 0+1           | 52     | 21     |
| Усього за «Мамелоді Сандаунз» | Усього за «Мамелоді Сандаунз» | Усього за «Мамелоді Сандаунз» | 45        | 28        |                    | 9                  | 2                  |                      | 26                   | 6                    |               | 9             | 1             | 89     | 37     |
| Усього за кар'єру             | Усього за кар'єру             | Усього за кар'єру             | 127       | 50        |                    | 14                 | 4                  |                      | 28                   | 6                    |               | 9             | 1             | 175    | 61     |

## Титули і досягнення
- Чемпіон ПАР (2):

«Мамелоді Сандаунз»: 2023/24, 2024/25

### Індивідуальні
- Найкращий бомбардир чемпіонату ПАР: 2024/25 (16 голів)